# Penitella acutithyra
Penitella acutithyra is een tweekleppigensoort uit de familie van de Pholadidae. De wetenschappelijke naam van de soort is voor het eerst geldig gepubliceerd in 1960 door Tchang, Tsi & Li.